# Takuya Eguchi
Takuya Eguchi (jap. 江口 拓也 Eguchi Takuya) (ur. 22 maja 1987 w prefekturze Ibaraki) – japoński seiyū, związany z 81 Produce. Zdobywca Seiyū Awards.

## Role
Ważniejsze role w anime:
2009
- Higashi no Eden – Satoshi Ōsugi

2011
- Gosick – Kazuya Kujō
- Hidan no Aria – Ryo Shiranui

2012
- Inu boku SS – Banri Watanuki
- Kuroko’s Basket – Shinji Koganei
- Campione! – Salvatore Doni
- Oda Nobuna no yabō – Yoshiharu Sagara
- Ixion sāga DT – Kon Hokaze

2013
- Yahari ore no seishun rabukome wa machigatteiru. – Hachiman Hikigaya
- Mushibugyō – Shungiku Koikawa
- Makai Ōji: devils and realist – William Twining
- Gundam Build Fighters – Luang Dallara

2014
- Himegoto – Yūma Tadokoro

2015
- Ore monogatari!! – Takeo Gōda

2016
- Prince of stride – Bantarō Chiyomatsu
- Nijiiro days – Tomoya Matsunaga
- KonoSuba – Kyōya Mitsurugi
- Re: Zero – Życie w innym świecie od zera – Julius Euclius
- 91 Days – Nero Vanetti
- Danganronpa 3: ji endo obu kibōgamine gakuen – Sōnosuke Izayoi
- Magic-kyun renaissance – Kanato Hibiki

2017
- Seiren – Tatsuya Araki
- Ōshitsu kyōshi haine – Ernst Rosenberg
- Sakurada reset – Tomoki Nakano

2022
- Spy × Family – Zmierzch

## Nagrody
- Nagroda Seiyū (2012) w kategorii „najlepsze objawienie wśród aktorów” za rolę Kazuyi Kujō w Gosick[3]
- Newtype Anime Awards (2015)[4]